# Reisberg
Le Reisberg est une colline située dans le département du Bas-Rhin, au cœur des Vosges du Nord. Elle se situe sur la commune de Niederbronn-les-Bains. C'est sur cette colline que se trouve le château de la Wasenburg.